# Glaucina infumataria
Glaucina infumataria là một loài bướm đêm trong họ Geometridae.